# Naitō Torajirō
Naitō Torajirō est un nom japonais traditionnel ; le nom de famille (ou le nom d'école), Naitō, précède donc le prénom (ou le nom d'artiste).
Naitō Torajirō (内藤 虎次郎; 27 août 1866 – 26 juin 1934), connu d'ordinaire sous le nom de Naitō Konan (内藤 湖南), est un historien et sinologue japonais. Il fonde l'école de Kyoto d'historiographe, et avec Shiratori Kurakichi (cofondateur de l'école de Tokyo), est l'un des principaux historiens japonais de l'Asie orientale au début du XXe siècle. Son ouvrage le plus connu s'intitule « Nara ».
Né dans ce qui est à présent la préfecture d'Akita, il se fait remarquer comme journaliste. In 1907, il découvre les Manwen Laodang (en) à Mukden. En tant qu'autorité de l'histoire chinoise, il est invité à l'Université impériale de Kyoto par Kano Kokichi en 1907 et participe à la fondation du Département d'Histoire Orientale.
La contribution la plus influente de Naito à l'historiographie est la reconnaissance et l'analyse de la transition Tang Song comme un tournant important. Il fait valoir que les changements sociaux, politiques, démographiques et économiques qui ont eu lieu entre le milieu de la dynastie Tang et le début de la dynastie Song représentent la transition entre les périodes  médiévale (Chusei) et pré moderne (Kinsei) de l'histoire chinoise.
Dans l'histoire du Japon, Naito soutient que Yamataikoku se trouvait dans le Kyūshū plutôt que dans le Kinki.

## Source de la traduction
- (en) Cet article est partiellement ou en totalité issu de l’article de Wikipédia en anglais intitulé « Naitō Torajirō » (voir la liste des auteurs).